# Imouzzer Kandar
Imouzzer Kandar, Imouzzer du Kandar ou Imouzzèr-du-Kandar (em árabe: إيموزار كندر; romaniz.: Immūzār Kandar) é uma cidade do norte de Marrocos, que faz parte da província de Sefrou e da região de Fez-Boulemane. Em 2004 tinha 13 745 habitantes e estimava-se que em 2012 tivesse 15 574 habitantes.
Situa-se na vertente ocidental do maciço do Kandar, parte da cordilheira do Médio Atlas, à beira dum planalto que se destaca do Médio Atlas, entre 1 300 e 1 380 metros de altitude, 40 km a sul de Fez, 25 km a norte de Ifrane, 30 km a sudoeste de Sefrou (distâncias por estrada).
Immouzer ("cascata" em berbere) era uma pequena aldeia habitada tribo berbere dos Ait Serhouchene (ou Seghrouchen), que em 1936 tinha apenas 636 habitantes. Durante o período colonial, na primeira metade do século XX, os franceses transformaram a aldeia numa pequena estância turística, uma espécie de Ifrane em ponto pequeno. As temperaturas, que no inverno podem ser geladas, são amenas durante o verão, pelo que permitiam escapar aos calores abrasadores de Fez. Esse aspeto, aliado à  beleza natural e às nascentes abundantes ainda hoje fazem da cidade um destino estival popular entre os fassis (habitantes de Fez), tanto para passeios de um dia como para curtas estadias nos diversos hotéis da cidade. Ali desfrutam da frescura das sombras das largas avenidas ajardinadas e parques, dum lago artificial e duma piscina rodeada de choupos.
No interior da casbá existem curiosas habitações subterrâneas dos Ait Serhouchene, quase todas abandonadas e em ruínas, às quais se acedia através de rampas bordejadas por pequenos muros.
O dia da semana mais animado em Immouzer é a segunda-feira, quando se realiza o soco (mercado), onde os agricultores locais vendem os seus produtos junto ao casbá. Se bem que mais pequeno do que os grandes mercados que por vezes se encontram e localidades berberes, tem algum charme pela sua autenticidade. Em agosto ou início de setembro, a cidade anima-se com o "Festival das Maçãs", durante o qual a promoção da principal produção frutícola da região é também um pretexto para a promoção do turismo e para a realização de eventos culturais que incluem espetáculos de música e dança tradicionais e modernas e a eleição da Miss ou "Rainha das Maçãs".
Três quilómetros a oeste de Imouzzer encontra-se a nascente de Aïn Soltane, no meio de colinas relvadas e de velhos pinheiros, um local tranquilo popular entre os visitantes, principalmente para passeios de fim de tarde. A água da nascente, com com baixo teor de sódio, é engarrafada localmente e a sua marca (Aïn Soltane) goza de alguma fama em Marrocos.
A norte da cidade, a estrada de Fez passa pela portela do Kandar (Col du Kandar), a 1 350 m de altitude, de onde a vista se estende sobre a planície do Saïs, Fez e o Jbel (Monte) Zalagh, a norte de Fez. Outro local com vistas magníficas é o Jbel Abad, o cume mais alto do maciço do Kandar, situado alguns quilómetros em linha reta a nordeste de Imouzzer. Daí a vista estende-se até Mequinez e ao Jbel Zerhoun (junto a Mulei Idris, a noroeste; para o lado do Médio Atlas, avistam-se os cumes dos maciços do Jbel Tichchoukt, a sudeste, e do Jbel Bou Iblane, a leste.
A noroeste do Col du Kandar situa-se Âïn-Chifa, um local verdejante no planalto de Aït Sebaa, onde a água duma nascente é canalizada através duma sucessão de lagos rodeados de flores para uma piscina.
O percurso em volta do maciço do Kandar, passando por Sefrou, situado do lado das montanhas oposto a Imouzzer, por Bhalil, pelo Col du Kandar e por Âïn-Chifa é um circuito turístico com alguma popularidade.